# Distretto di Tha Li
Il distretto di Tha Li (in thailandese: ท่าลี่) è un distretto (amphoe) della Thailandia, situato nella provincia di Loei.